# Isole Farasan
Le Isole Farasan sono un piccolo gruppo di isole coralline a circa 40 km al largo della costa di Jizan nel Mar Rosso, appartenente all'Arabia Saudita. L'isola più grande dell'arcipelago è l'isola Farasan (686 Kmq), altre includono l'isola di Sajid (156 Kmq), l'isola di Saso (22 Kmq) e l'isola di Zufaf, per un totale di quasi 900 Kmq. Le isole sono una popolare destinazione turistica.

## Storia
Nel I secolo d.C., le isole erano conosciute come Portus Ferresanus. Sull'isola è stata ritrovata un'iscrizione latina del 144 d.C. che attesta la costruzione di un presidio romano. Si ritiene che le isole possano essere state legate alla provincia dell'Arabia Felix, prima di essere trasferite all'Aegyptus qualche tempo prima del 144 d.C. Se ciò fosse corretto, renderebbe le Isole Farasan il più lontano avamposto romano, essendo a quasi 4000 km dalla stessa Roma.

## Clima
Il clima nell'arcipelago delle Farasan è caratterizzato da una lunga stagione calda (aprile-ottobre) e da una breve mite (novembre-marzo). Nel lungo periodo di siccità le temperature elevate sono generalmente dominanti. La temperatura media annuale è di 30 gradi. Inoltre, l'umidità relativa media in inverno varia dal 70% all'80% e in estate tra il 65% e il 78%. Le precipitazioni più elevate si verificano ad aprile e sono generalmente imprevedibili nella parte meridionale del Mar Rosso.

## Natura
Il Santuario marino dell'isola di Farasan è un'area protetta e ospita la gazzella arabica e, in inverno, uccelli migratori dall'Europa. Gli animali oceanici includono le mante, gli squali balena e diverse specie di tartarughe marine, comprese le tartarughe verdi ed embricate, i dugonghi, e diverse specie di delfini e balene con visite occasionali di altri come le orche.

## Economia
In seguito alle indagini di un ingegnere francese relative alla presenza di petrolio sulle isole nel 1912, fu concessa una concessione di 75 anni ai giacimenti petroliferi del Mar Rosso. A quel tempo le Isole Farasan sostenevano una piccola industria della pesca.
Anche il turismo e la pesca svolgono un ruolo nell'economia. L'isola di Farasan è collegata al porto di Jizan tramite traghetto.